# Kapitelansprache
Die Kapitelansprache ist eine im klösterlichen Kontext, meist im Kapitelsaal gehaltene Rede.

## Inhalt und Hörerkreis
An hohen Festtagen und Gedächtnistagen der Heiligen wird das Wort an die Mönche gerichtet, um sie zu erbauen und zu ermuntern. Die Ansprache kann täglich stattfinden, aber die Häufigkeit ist variabel und nur an gewissen Tagen vorgeschrieben. Das Generalkapitel der Zisterzienser von 1260, zum Beispiel, schrieb eine Ansprache für das Fest des hl. Bernhard von Clairvaux vor und begründete den Erlass mit einem Hinweis auf die Ausstrahlung seiner Lehre und seines Vorbilds; diese Persönlichkeit sollte den Mitbrüdern vermittelt werden. Den Rednern stand eine große Auswahl an Hilfen zur Verfügung; entweder sie verwendeten Abschriften von berühmten Predigern, oder sie schlugen in thematischen Sammlungen nach, oder sie bauten Stichwort-Vorlagen aus dem Stegreif aus.
Die ganze Klosterfamilie sollte sich zur Kapitelansprache einfinden: Mönche, Konversen und Novizen. Da in manchen Klöstern nur wenige Priester, Diakone oder Subdiakone präsent waren, bestand das Auditorium nicht selten aus Menschen, die nicht lesen oder schreiben konnten. In Frauenklöster galt dasselbe. 
Diese Ansprachen haben große Bedeutung für das klösterliche Leben, für die Formung der Disziplin und für die Förderung des Strebens nach Tugend und Frömmigkeit. Ebenso enthalten manche Kapitelreden Stellen, die unsere Kenntnisse über Bräuche, Verhältnisse und Zustände im klösterlichen Leben erweitern.

## Redner
Der Redner ist in Männerklöstern meist der Abt oder sein Stellvertreter, der Prior. Bischöfe und Äbte aus anderen Klöstern könnte auch als Redner wirken. Für einen Weltpriester gibt es kaum einen Anlass, während eines Klosterkapitel die Rede zu halten. In Frauenklöstern ist diese Frage diffiziler; der dem Kloster zugeordnete Kaplan oder Beichtvater kann die Rede halten, aber auch die Äbtissin. 

## Tageszeit und Dauer
Kapitelansprachen können zu jeder Tageszeit gehalten werden; morgens nach der Prim ist ein klassischer Zeitpunkt dafür, sowie abends vor der Komplet. Bei besonders hohen Festen kann die Ansprache am vorhergehenden Abend stattfinden, um die Mönche auf das kommende Fest vorzubereiten. In dem Fall können die Mönche in den folgenden Nacht- und Morgengebeten das meditieren, was abends zuvor gesagt wurde.  
Die Dauer der Kapitelrede ist nicht vorgeschrieben. Freilich sollte sie für gewöhnlich nicht länger als eine halbe Stunde dauern. Jedenfalls ist die zur Verfügung stehende Zeit durch die klösterliche Tagesordnung begrenzt. 

## Überlieferung
Eine stattliche Zahl wertvoller Sammlungen von Kapitelreden ist aus beinahe allen Epochen seit dem Mittelalter überliefert. Viele wurden bereits in Editionen veröffentlicht. 